# Tales of Destiny 2
Ne pas confondre avec Tales of Destiny II, titre nord-américain de Tales of Eternia paru sur PlayStation en 2001.
Tales of Destiny 2 (テイルズ オブ デスティニー ２, Teiruzu obu Desutinī 2) est un jeu vidéo de rôle développé et édité par Namco sur PlayStation 2 en 2002 uniquement au Japon. Il est porté en 2007 sur PlayStation Portable au Japon. Il fait partie de la série Tales of.
C'est la suite directe du jeu vidéo Tales of Destiny. L'action prend place dans le même monde fictif.

## Synopsis

### Personnages alliés
- Kyle Dunamis
- Reala
- Loni Dunamis
- Judas
- Nataly Fletch
- Harold Berselius

## Accueil
Le jeu Tales of Destiny 2 obtient la note de 33/40 de la part du célèbre magazine de jeux vidéo Famitsu. La première version sur PlayStation 2 fut vendue à 760 000 exemplaires au Japon. En 2006, les fans et les lecteurs de Famitsu le placent à la 89e place du Top 100 des meilleurs jeux de tous les temps.

## Musique
La musique de Tales of Destiny 2 a été composée par Motoi Sakuraba et Shinji Tamura. L'OST du jeu est paru dans un quadruple-CD au Japon le 18 décembre 2002.
| Liste          | Liste                                                                        | Liste          |
| #              | Titre                                                                        | Longueur       |
| Disc 1 (68:12) | Disc 1 (68:12)                                                               | Disc 1 (68:12) |
| -------------- | ---------------------------------------------------------------------------- | -------------- |
| 1              | Tales of Destiny 2                                                           | 0:49           |
| 2              | Kyle                                                                         | 1:40           |
| 3              | Breeze                                                                       | 2:38           |
| 4              | Rutee                                                                        | 3:07           |
| 5              | Step to Tomorrow                                                             | 2:12           |
| 6              | Theme of Battle                                                              | 2:44           |
| 7              | Festina Lente                                                                | 0:26           |
| 8              | A Nightmare                                                                  | 1:02           |
| 9              | Whisper of Silence                                                           | 4:29           |
| 10             | Reala                                                                        | 3:14           |
| 11             | Under the Ground                                                             | 2:16           |
| 12             | Cold Rain                                                                    | 2:51           |
| 13             | Disce Gaudere                                                                | 0:28           |
| 14             | Through the Valley                                                           | 3:25           |
| 15             | Sacred Capital                                                               | 1:59           |
| 16             | Veni, Vidi, Vici                                                             | 0:26           |
| 17             | Elraine                                                                      | 2:18           |
| 18             | Mysteries Night                                                              | 2:05           |
| 19             | Ancient Relics                                                               | 2:36           |
| 20             | Philia                                                                       | 3:45           |
| 21             | Confrontation                                                                | 0:39           |
| 22             | The Dreadnought                                                              | 4:44           |
| 23             | Barbatos                                                                     | 1:24           |
| 24             | Coup de Grace                                                                | 3:19           |
| 25             | Dum Fata Sinunt Vivite Laeti                                                 | 0:29           |
| 26             | The Rhythm of a Southern Island                                              | 2:06           |
| 27             | Invitation to the Sea                                                        | 3:30           |
| 28             | Sea Trip                                                                     | 2:44           |
| 29             | The Crisis                                                                   | 0:51           |
| 30             | Miraculous Power                                                             | 3:56           |
| Disc 2 (73:26) |                                                                              |                |
| 1              | A Peaceful Day                                                               | 3:04           |
| 2              | Step to Tomorrow - Mist                                                      | 2:47           |
| 3              | Talk of Rocks                                                                | 3:26           |
| 4              | Silent Dream                                                                 | 2:59           |
| 5              | Stone Paved Road                                                             | 2:02           |
| 6              | Battle Field                                                                 | 2:18           |
| 7              | A Resolution                                                                 | 2:25           |
| 8              | The Abolished Mine                                                           | 4:42           |
| 9              | Hello Again                                                                  | 1:51           |
| 10             | A Snowscape                                                                  | 2:30           |
| 11             | White Kingdom                                                                | 2:32           |
| 12             | Elraine - Belief                                                             | 2:18           |
| 13             | Sacred Capital - Future                                                      | 2:00           |
| 14             | Ceremony                                                                     | 0:55           |
| 15             | Kyle - Belief                                                                | 2:54           |
| 16             | Step to Tomorrow - Future                                                    | 2:12           |
| 17             | The Lonely Rhythm                                                            | 2:10           |
| 18             | Theme of Battle - Future                                                     | 2:59           |
| 19             | Heat River                                                                   | 3:03           |
| 20             | Hope Town                                                                    | 2:02           |
| 21             | Ara?                                                                         | 1:42           |
| 22             | Strange Fear                                                                 | 3:10           |
| 23             | Holy Place                                                                   | 2:54           |
| 24             | Fortuna Shrine                                                               | 3:53           |
| 25             | Fortuna                                                                      | 1:57           |
| 26             | Eternal Paradise                                                             | 2:57           |
| 27             | Wilderness                                                                   | 3:11           |
| 28             | Break into Fragments                                                         | 2:33           |
| Disc 3 (71:45) |                                                                              |                |
| 1              | Breeze - Dreaming                                                            | 3:10           |
| 2              | Hope Town - Dreaming                                                         | 2:30           |
| 3              | Lion - Fate Repeated                                                         | 2:19           |
| 4              | Sadness                                                                      | 2:22           |
| 5              | The Jungle                                                                   | 3:12           |
| 6              | Utopia                                                                       | 2:38           |
| 7              | Sacred Judgment                                                              | 3:36           |
| 8              | Hurry Up!                                                                    | 1:55           |
| 9              | Infinite Corridor                                                            | 2:38           |
| 10             | To an Endless Sky                                                            | 2:13           |
| 11             | Zealot                                                                       | 2:42           |
| 12             | The Meaning of Living                                                        | 2:38           |
| 13             | The World of War Fire                                                        | 2:25           |
| 14             | Alea Jacta Est                                                               | 2:27           |
| 15             | Strategy Meeting                                                             | 2:01           |
| 16             | Radisrol                                                                     | 3:04           |
| 17             | Everlasting Fame                                                             | 2:37           |
| 18             | Count Down                                                                   | 2:10           |
| 19             | Dead or Alive - Past                                                         | 2:34           |
| 20             | Light and Darkness                                                           | 2:27           |
| 21             | Warm Love                                                                    | 3:34           |
| 22             | Decisive Battle                                                              | 3:25           |
| 23             | Research Institute                                                           | 1:30           |
| 24             | Swordian Team                                                                | 3:16           |
| 25             | Crooked Sight                                                                | 2:34           |
| 26             | Timeline                                                                     | 2:55           |
| 27             | Philia - Reminiscence                                                        | 2:53           |
| Disc 4 (65:56) |                                                                              |                |
| 1              | Rutee - Tender Affection                                                     | 3:45           |
| 2              | Dead or Alive                                                                | 3:18           |
| 3              | Missing You                                                                  | 2:01           |
| 4              | The Narrow World                                                             | 3:04           |
| 5              | The Narrow World - Mist                                                      | 3:39           |
| 6              | The Decision to the Future - Mist                                            | 4:51           |
| 7              | Little by Little                                                             | 2:45           |
| 8              | Foreign Country                                                              | 2:14           |
| 9              | The Decision to the Future                                                   | 3:05           |
| 10             | Past Fame                                                                    | 2:36           |
| 11             | Dazzling Darkness                                                            | 3:00           |
| 12             | A Certain Fine Day                                                           | 1:33           |
| 13             | Dona Nobis Pacem                                                             | 2:43           |
| 14             | My Decision, the Future, and...                                              | 2:40           |
| 15             | The Place of a Conclusion                                                    | 3:15           |
| 16             | Wheel of Fortune                                                             | 2:54           |
| 17             | Wheel of Fortune - Last Judgment                                             | 2:54           |
| 18             | The Premonition of Death                                                     | 0:46           |
| 19             | See You, Someday, Somewhere                                                  | 3:27           |
| 20             | Water's Memory                                                               | 2:11           |
| 21             | Vive Memor Mortis                                                            | 2:26           |
| 22             | Jingle Medley: Recess ~ Get Item ~ Get Title ~ Get Recipe ~ Congratulations! | 0:31           |
| 23             | Game Over                                                                    | 0:52           |
| 24             | Yea!                                                                         | 0:54           |
| 25             | Depend on Wings                                                              | 0:33           |
| 26             | Bishi Bishi Hatarake!                                                        | 0:45           |
| 27             | Table Game                                                                   | 0:47           |
| 28             | Workers                                                                      | 0:41           |
| 29             | Mappy Melody                                                                 | 1:46           |

La musique d'Intro du jeu est la chanson J-POP  Key to my heart  interprétée par Mai Kuraki.